# Дунай (Тверская область)
Дунай — деревня в Вышневолоцком городском округе Тверской области.

## География
Находится в центральной части Тверской области на расстоянии приблизительно 22 км по прямой на север от вокзала железнодорожной станции Вышний Волочёк недалеко от правого берега реки Мста.

## История
На карте 1928 года показана как выселок. На карте 1980 года показана как нежилая деревня. До 2019 года входила в состав ныне упразднённого Садового сельского поселения Вышневолоцкого муниципального района. Ныне имеет дачный характер.

## Население
Численность населения составляла 3 человека (русские 100 %) в 2002 году, 0 в 2010.